# Type code
Un type code (traducido como código de tipo) es utilizado en las versiones anteriores de Mac OS X para indicar el formato de un archivo, es algo similar a las extensiones de archivo usado en otros sistemas operativos. Se codifican en OSTypes compuestos de cuatro bytes. Por ejemplo, para identificar el type code de un stack (apilador) de HyperCard se le denomina STAK; sin embargo, en otros programas de aplicación se le conoce como APPL.
macOS conserva los type codes, pero también reconoce las extensiones de archivo. La substitución de los type codes por las extensiones de archivo, popularizadas por los sistemas (RT-11 y RSX-11 para las PDP-11, CP/M, y más recientemente por MS-DOS, ha generado muchas críticas entre los usuarios. El sistema de type codes es considerablemente más rico y sofisticado que las extensiones, y muchos usuarios creen que la adopción de estas últimas es un retroceso. Ellos dicen que la información del tipo y del creador del archivo pertenecen a los metadatos asociados con un archivo, y en consecuencia, es incorrecto almacenar dicha información en el nombre del archivo, donde pueden causar problemas al usuario. Apple defiende su decisión argumentando que las extensiones son un estándar de facto, y que ellos necesitan seguir los estándares del resto de la industria.
Los type codes no son accesibles para ser manipulados por el usuario, aunque pueden ser vistos y cambiados con algún software, por ejemplo,las herramientas de línea de comandos GetFileInfo y SetFile, instalados como parte de las Herramientas de desarrollador en /Developer/Tools, o la utilidad ResEdit, disponible para versiones anteriores de Mac OS.
Los cambios hechos en Mac OS X 10.4 con la implementación de las Uniform Type Identifiers sugieren que Apple escuchó las críticas mejorar su sistema de codificación de archivos.